# Telchinia circeis
Telchinia circeis is een vlinder uit de familie van de Nymphalidae. De wetenschappelijke naam van de soort is voor het eerst gepubliceerd in 1782 door Dru Drury.

## Verspreiding
De soort komt voor in Sierra Leone, Liberia, Ivoorkust, Ghana, Nigeria, Kameroen, Equatoriaal Guinee, Gabon, Congo Brazzaville en Congo Kinshasa.

## Waardplanten
De rups leeft op Scepocarpus oblongifolius (Urticaceae).